# 803 (szám)
A 803 (római számmal: DCCCIII) egy természetes szám, félprím, a 11 és a 73 szorzata.

## A szám a matematikában
A tízes számrendszerbeli 803-as a kettes számrendszerben 1100100011, a nyolcas számrendszerben 1443, a tizenhatos számrendszerben 323 alakban írható fel.
A 803 páratlan szám, összetett szám, azon belül félprím, felírható három (263 + 269 + 271), illetve kilenc egymást követő prím összegeként (71 + 73 + 79 + 83 + 89 + 97 + 101 + 103 + 107), Harshad-szám. Kanonikus alakban a 111 · 731 szorzattal, normálalakban a 8,03 · 102 szorzattal írható fel. Négy osztója van a természetes számok halmazán, ezek növekvő sorrendben: 1, 11, 73 és 803.
A 803 négyzete 644 809, köbe 517 781 627, négyzetgyöke 28,33725, köbgyöke 9,29477, reciproka 0,0012453. A 803 egység sugarú kör kerülete 5045,39780 egység, területe 2 025 727,217 területegység; a 803 egység sugarú gömb térfogata 2 168 878 607,4 térfogategység.